# HC Blerick
HC Blerick was een Nederlandse hockeyclub uit Blerick, Venlo.
De club werd opgericht op 1 juli 1946 en speelde op Sportpark Maassenhof waar ook een tennis- en voetbalvereniging zijn gevestigd.
In 2020 is HC Blerick gefuseerd met THC en VHC tot hockeyclub Delta Venlo.